# دانشگاه ایالتی سردار بینت سینگ

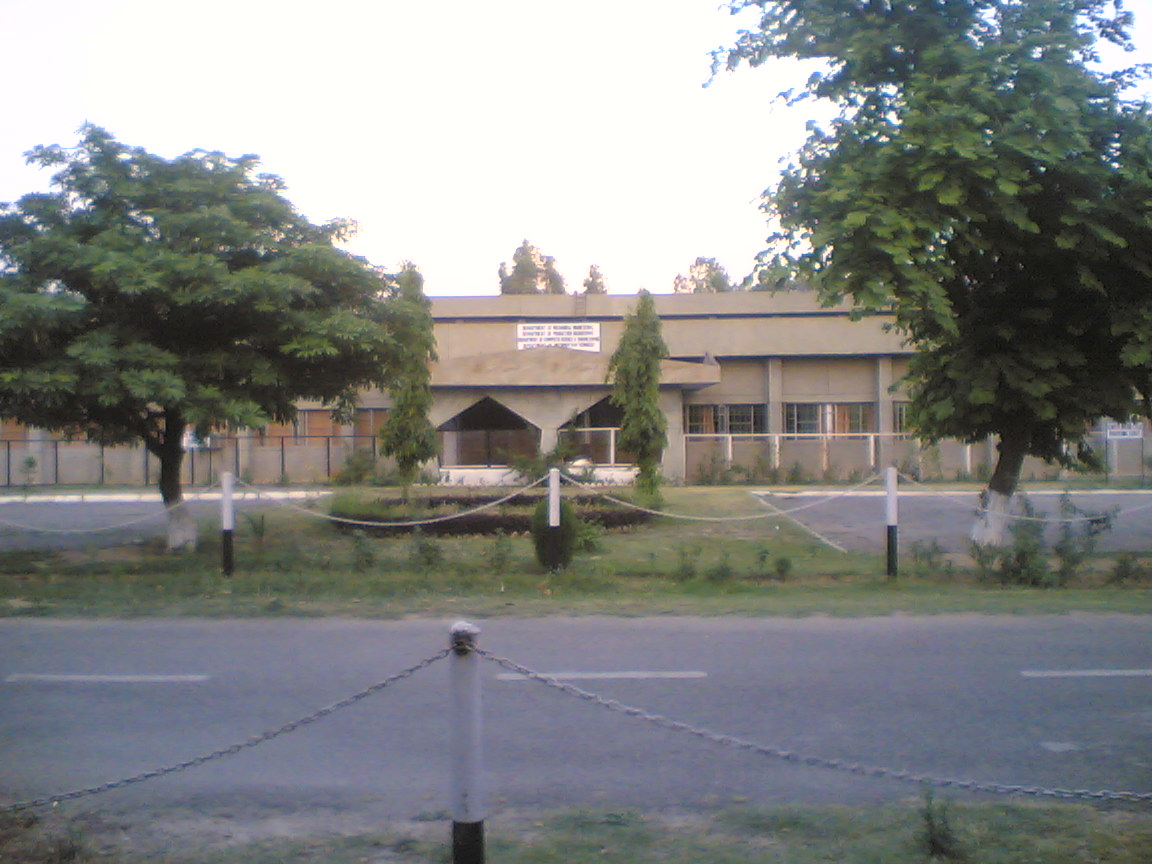

دانشگاه ایالتی سردار بینت سینگ (SBSSU) که قبلاً به عنوان کالج مهندسی و فناوری بینت شناخته می‌شد، دانشگاهی است که در گورداسپور، پنجاب، هند واقع شده‌است. این دانشگاه در رشته‌های مختلف علوم و مهندسی آموزش می‌دهد. دانشگاه بینت دارای هفت بخش دانشگاهی و دو بخش اداری است.